# Thomas Brown (tirador)
Thomas Brown   (Halleck, 2 de febrer de 1885 - Rawlins, 4 de novembre de 1950) va ser un tirador estatunidenc que va competir en els anys posteriors a la Primera Guerra Mundial.
El 1920 va prendre part en els Jocs Olímpics d'Anvers, on disputà cinc proves del programa de tir. Guanyà la medalla de plata en la prova de rifle militar 300 metres, drets per equips i la de bronze en la de tir al cérvol, tret simple per equips. En les altres proves destaca la quarta posició aconseguida en la competició de tir al cérvol, doble tre per equips.